# Junta governativa catarinense de 1930
A Junta governativa catarinense de 1930 governou o estado de Santa Catarina apenas algumas horas, de 24 a 25 de outubro de 1930.
Confrontado com a avanço dos revolucionários comandados pelo general Ptolomeu de Assis Brasil, o então governador Fúlvio Aducci entregou o governo a um triunvirato militar, composto por:
- Acastro Jorge de Campos, general
- Henrique Melquíades Cavalcanti, comandante
- Otávio Valga Neves, tenente-coronel.